# Sviatoslav Richter

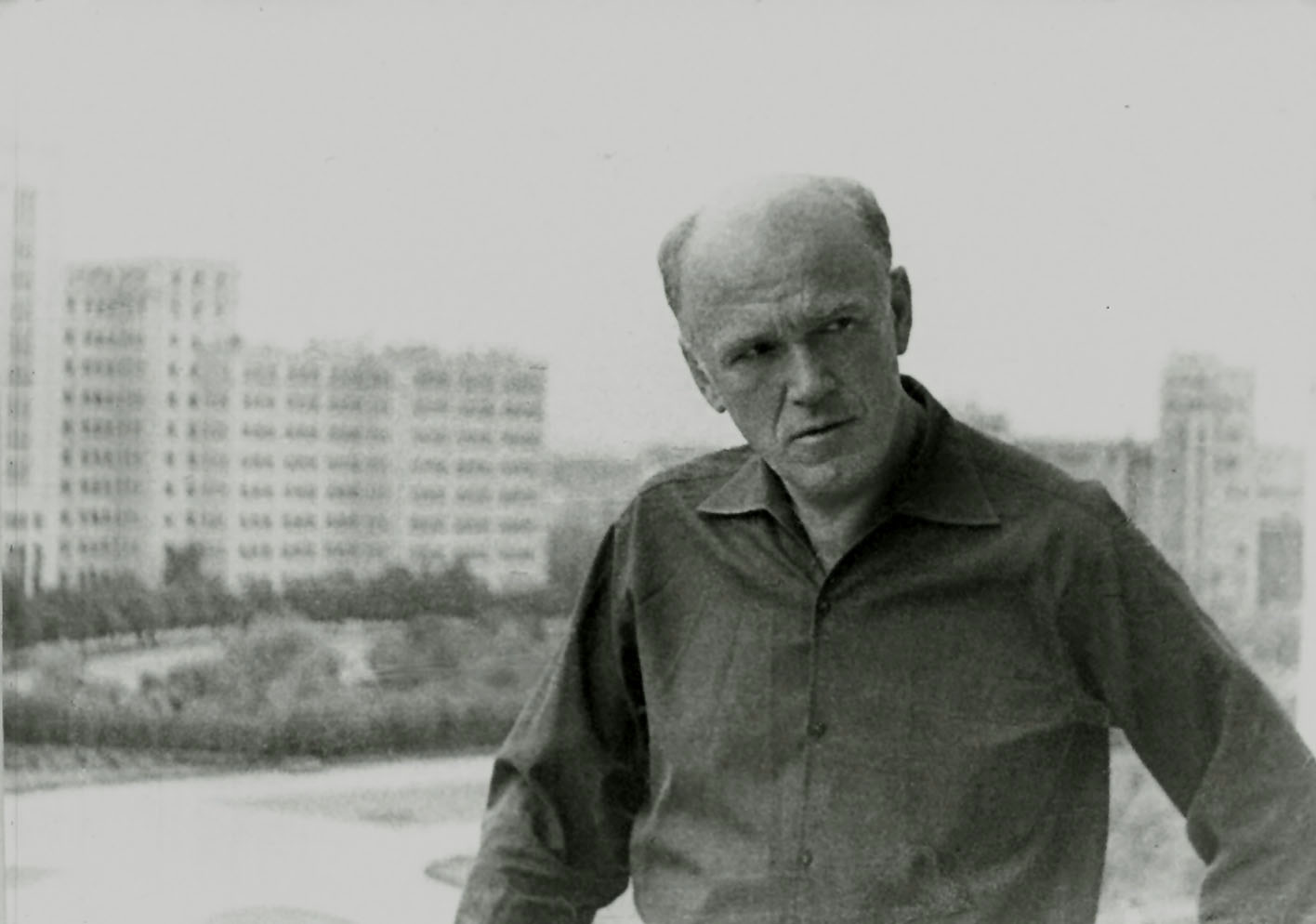
Sviatoslav Richter em Carcóvia, 1966.

Sviatoslav Teofilovich Richter (Jitomir, 20 de março de 1915 – Moscou, 1 de agosto de 1997) foi um pianista soviético. Considerado um virtuoso, Richter tinha um repertório muito amplo, variando de Bach e Haydn até Debussy e Shostakovich. É também tido como um dos mais importantes pianistas do século XX. Seu nome em ucraniano é Святослав Теофілович Ріхтер e em russo Святосла́в Теофи́лович Ри́хтер.
Richter tinha um espírito independente, preferia seguir os seus instintos a aprender com outros pianistas e, por isso, as suas interpretações são únicas. No entanto, ele podia interpretar uma obra magnificamente bem ou, segundo ele mesmo admitia, como um aluno medíocre. A sua obsessão pela qualidade e perfeccionismo tornou-o um crítico feroz, sobretudo dele mesmo.

## Vida e carreira
Quando criança, Richter teve a sua introdução musical  dada pelo seu pai, Teofil Danilovich Richter (1872–1941), que era um organista que emigrara da Alemanha para a Rússia; desde cedo, Richter mostrava-se autodidata e assim foi desenvolvendo a sua técnica excepcional, tocando as músicas que mais gostava. Aos oito anos, ele tocava passagens de óperas (principalmente de Wagner, Tchaikovsky e Verdi), costume que manteria quando adulto em reuniões informais com amigos. Richter cresceu em Odessa onde seu pai lecionava no Conservatório; lá, ele convivia com Emil Gilels e David Oistrakh, que futuramente tornar-se-iam parceiros de concertos.
A sua primeira apresentação em público aconteceu em 19 de fevereiro de 1934, em Odessa; o repertório incluía obras a solo de Chopin, como a Balada nº 4, Polonaise-fantaisie, e Scherzo em Mi Maior, e uma seleção de noturnos, estudos, prelúdios, todas obras de grande dificuldade. O recital foi um sucesso e sua carreira como virtuoso havia começado.
Em 1937, Richter partiu de Odessa para Moscou para estudar com o grande pianista e pedagogo Heinrich Neuhaus; ele não havia feito o exame para o ingresso no Conservatório, apenas perguntou para Neuhaus se ele poderia ser seu tutor. Após Neuhaus ouvi-lo tocar, ele declarou: "Aqui está o aluno que estive esperando durante toda minha vida. Na minha opinião, um gênio". Neuhaus declarou ainda que ele nada tinha a ensinar a Richter, mas mesmo assim o aceitou como seu pupilo.
Em 26 de novembro de 1940, quando ainda era um estudante do Conservatório de Moscou, Richter fez a sua estreia na cidade. Em sua primeira apresentação para o público, ele interpretou a Sonata No. 6 de Prokofiev, que causou uma grande impressão da plateia e do próprio compositor. Quando Prokofiev acabou de escrever a sua Sétima Sonata, em 1942, ele a deu para Richter estrear. Em janeiro do ano seguinte, Richter a executou, sendo que aprendeu essa peça complexa em apenas 4 dias. A partir daí, nasceu uma amizade que duraria até a morte de Prokofiev, em 5 de março de 1953; Richter também estreou as últimas Sonatas No. 8 e 9 de Prokofiev, os quais foram dedicados pelo compositor ao pianista.
A primeira vitória em competições aconteceu em 1945, no "Encontro dos Estudantes da União (Soviética)". O júri era encabeçado pelo compositor Dmitri Shostakovich, que mais tarde escreveu: "Richter é um fenômeno extraordinário. Toda arte musical é acessível para ele".
Em 1949, Richter venceu o Prêmio Stalin, recebendo todos os tipos de reconhecimentos não-oficiais do governo soviético.
Em 1958, Richter desempenhou o papel de jurado na primeira Competição Tchaikovsky, em Moscou; Richter ficou tão impressionado com a interpretação de Van Cliburn que atribuiu 100 pontos como a sua nota final, quando o máximo permitido era 10 pontos, e deu nota 0 aos restantes dos participantes. Van Cliburn venceu a competição, mas Richter nunca mais foi chamado para fazer parte de juri novamente.
O Ocidente teve a primeira oportunidade de ouvir Richter através de gravações dos anos 1950, e sua reputação diante dos críticos cresceu rapidamente. Em 1955, Gilels fazia apresentações pelos EUA e certa vez ele respondeu às críticas que havia recebido sobre as suas atuações: "Esperem até vocês ouvirem o Richter!".
O empresário Sol Hurok tentou organizar uma turnê para Richter nos Estados Unidos, mas apenas alguns anos depois o governo soviético permitiu. Durante a década de 1950, Richter viajou para os países soviéticos do Leste Europeu. Apenas em maio de 1960, foi autorizado a viajar para o Ocidente, mas no máximo até a distância de Helsinque na Finlândia. Cinco meses depois, ele finalmente fez a sua estreia em Chicago. Ele tocou o Concerto para Piano n.º 2 de Johannes Brahms, sob a regência de Erich Leinsdorf. Uma gravação foi feita no dia seguinte, que permanece no seu catálogo. A sua estreia em Nova York consistia em uma série de sete recitais em 10 dias no Carnegie Hall em outubro de 1960.
No entanto, Richter preferia fazer os seus concertos para o público do Leste Europeu, apesar do baixo pagamento que varia em torno de cem a duzentos dólares por concerto. Ele dizia: "prefiro o entusiasmo das plateias de Novokuznetsk às aclamações artificiais de um Carnegie Hall, de Nova York".
Por causa do seu sucesso, Richter passou a ser muito solicitado para apresentações e gravações. Ele viajou pelo mundo todo e atuou nas orquestras mais importantes, mas rapidamente decidiu que não queria continuar com este estilo de vida. Estava contra a sua natureza assumir compromissos com anos de antecipação. Ele preferiu seguir a sua intuição e assim explorar novos repertórios.
Em 1964, a família van de Velde, Richter e o produtor de gravação da EMI, Jacques Leiser, criaram um festival anual na França, Fêtes Musicales en Touraine em Meslay. Assim, Richter deveria passar cada verão em companhia francesa para dar alguns recitais com seus colegas músicos, como Benjamin Britten, David Oistrakh e Pierre Fournier; Richter gostava tanto da França que passou cerca de trinta verões ali.
Nos tempos livres, Richter dedicava-se à pintura. Pintou algumas esplêndidas aquarelas. Richter não era apegado a bens materiais, sendo que doou dezenas de seus quadros ao Museu Pushkin, no qual atualmente se encontram na Sala Richter. Richter viveu uma vida precária e segundo Francis van de Velde, "quando ele necessitava de dinheiro, ele dava um concerto". Certa vez, disse que "a música deve ser dada de graça àqueles que a amam", mas logo completou: "os empresários não vão gostar da ideia".
Richter também fez uma aparição como regente em 1952, fazendo uma apresentação da Sinfonia-Concerto de Prokofiev, que fora dedicada a Mstislav Rostropovich. Richter temia que nunca mais poderia voltar a tocar por causa de uma pequena ferida sofrida em um dos dedos, e assim estudou regência por algumas semanas; no entanto, o seu dedo recuperou-se rapidamente e logo ele voltou para o cargo de pianista.
Richter não gostava de telefones porque ele não conseguia ver a pessoa com quem estava falando. Ele também não gostava de aviões e preferia viajar por trem ou carro, no entanto, admitia que gostava de viajar; em 1986, ele percorreu a estrada de Moscou até Vladivostok de carro, e deu concertos em muitas pequenas cidades ao longo do caminho. Aproveitou a viagem e levou a sua arte para pequenos povoados da Sibéria, em uma época em que muitos de seus colegas deixam de fazer apresentações.
Durante os últimos anos de sua vida, ele ganhou a reputação de artista que cancelava seus compromissos na em cima da hora, sem avisos prévios. Seu último concerto foi em Lübeck na Alemanha, em março de 1995 (na época, tinha oitenta anos). Em seu programa, tocara três sonatas de Haydn e as Variações sobre temas de Beethoven, de Max Reger. Richter morreu em Moscou em 1 de agosto de 1997, aos 82 anos, vítima de um ataque cardíaco.

### Vida política
Richter irritava-se com o rótulo que lhe atribuíam de militante contrário ao governo soviético. Segundo ele, "era contra o sistema mas em nenhum momento eu fui um ativista". Avesso a causas políticas, Richter nunca se filiou ao Partido Comunista, porém tocou no funeral de Stalin, em um piano de armário com os pedais quebrados. Para ele, aquele foi um momento triste, não pela morte do ditador mas sim pela morte de seu amigo Sergei Prokofiev, que coincidentemente morrera no mesmo dia (5 de março de 1953). Quando Richter ainda estudava no Conservatório de Moscou, em plena era stalinista, ele foi expulso duas vezes da instituição por se recusar a frequentar as aulas obrigatórias de "Política". Graças a intervenção de Neuhaus, a quem sempre o apoiara e o considerava como um pai espiritual, acabou readmitido no Conservatório.

### Vida pessoal
Em 1945, Richter foi acompanhante da soprano russa Nina Dorliak com o repertório de Rimsky-Korsakov e Prokofiev. Este foi um início de uma amizade que duraria até o último momento de suas vidas. Richter e Dorliak não eram oficialmente casados, embora eles fossem companheiros inseparáveis. O lado prático de Dorliak contrabalanceava com o lado impulsivo de Richter. Ela o ajudava a organizar a sua agenda, relembrava-o de seus compromissos e administrava seus compromissos profissionais.
Existem rumores de que Richter fosse homossexual; na antiga União Soviética, ser homossexual era contra a lei mas, apesar disso, o sistema nunca lhe criou problemas. O crítico americano Paul Moor afirma que "foram estas leis que o impediram de atingir a felicidade plena".

## Estilo e características de interpretação
É difícil descrever o seu estilo de execução em poucas palavras. Seu estilo mudava conforme o compositor e, além disso, sua técnica também mudou ao passar dos anos. Sua interpretação de Bach era sereno e discreto, enquanto a de Liszt era brilhante e calorosa. Em Schumann, as suas interpretações eram cheias de paixão e a de Stravinsky eram vivas e divertidas. Não existe um consenso de suas interpretações, embora a sua interpretação é facilmente reconhecida, já que sempre possui muita elegância, inteligência e controle técnico. É sempre reconhecido a importância que Richter dava a ideia poética da música, dando enfoque a cada nota tocada. As suas execuções de uma obra nunca eram iguais, o que mostra que Richter tinha o interesse de descobrir o seu verdadeiro sentido por trás da obra.
Nas obras de Beethoven, Brahms, Scriabin ou Shostakovich, encontra-se sempre o pensamento e a voz do compositor nas interpretações de Richter. Nenhum outro pianista foi tão apto e flexível para entrar em contato com a essência de obras tão diferentes em si.
Seu conceito sobre a função do intérprete era utópico. Richter acreditava na tese de que o pianista, ao invés de "contaminar" a música com sua personalidade, deveria ser o mero espelho da partitura e incorporar as intenções emocionais do compositor.
Richter tinha uma excelente capacidade de leitura à primeira vista, além de possuir uma memória extraordinária, e podia tocar imediatamente peças que ele nunca ouvira antes; possuía um repertório que incluía 80 programas de recitais e que, somente na temporada de 1978-1979, realizou 200 concertos, executando 226 peças. Em 1980, Richter sofreu embaraçosos lapsos de memória em público durante concertos no Japão e na França e, desde então, passou a sempre tocar com uma partitura à vista.
Richter possui um vasto repertório; possui gravações de obras de diversos compositores, como Bach, Haydn, Stravinsky, Hindemith, Rachmaninoff, Schubert, Beethoven, Gershwin. No entanto, ele era muito seletivo; por exemplo, nunca tocou o Concerto para Piano n.º 3 de Rachmaninoff e nem o Concerto para Piano n.º 5 de Beethoven, pois em ambos os casos, ele dizia que já havia outros intérpretes que as tocaram tão bem que nessas obras ele nada iria acrescentar de novo. Richter também não tocou todas as Sonatas de Beethoven, nem todos os Estudos de Chopin e nem os Prelúdios de Rachmaninoff. Ao mesmo tempo, ele se dedicava no estudo de obras menos populares que, segundo ele, mereciam atenção. Talvez os melhores exemplos são as Sonatas de Schubert: Richter interpretou a maioria delas numa época em que poucos pianistas as tinham feito. Ele também interpretou algumas Sonatas de Haydn, obras comumente desconhecidas, para a surpresa e delírio de sua plateia.
Richter não gostava de fazer gravações e normalmente as fazia durante a noite; gravava longas tomadas e refazia movimentos completos ao invés de fazê-las em sessões menores. Embora Richter tenha feito inúmeras gravações em estúdio, as melhores interpretações vieram de sua performance com plateia. Entre elas, podemos destacar a "Pictures at an Exibition" de Mussorgsky tocada em Sofia, Bulgária (apesar da baixa qualidade sonora e dos ruídos do auditório), o programa dedicado a Scriabin em Varsóvia, as Sonatas completas para violoncelo e piano de Beethoven, executadas com o violoncelista Mstislav Rostropovich, tocadas em Edimburgo. Suas gravações de estúdio eram mais formais e precisas, mais apropriadas para ouvir diversas vezes, porém nelas se encontra menos excitação e não existe a sensação de risco que a gravação em público proporcionava. Também podemos destacar a sua interpretação das primeiras gravações do Concerto para Piano n.º 1 de Tchaikovsky, sua versão cheia de força do Concerto para Piano n.º 1 de Prokofiev, e sua deslumbrante interpretação do Estudo Transcendental de Liszt.

## Legado
Richter nunca teve um posto de professor em um Conservatório e nunca teve um discípulo, ao menos formalmente. Richter justificava: "Como eu posso ensinar alguém se eu estou sempre aprendendo?"; porém, ele tinha amizades íntimas com jovem pianistas como Lazar Berman, Andrei Gavrillov e Zoltan Kocsis, a quem indiscutivelmente ensinara muito. Gavrilov afirmava sobre a influência que Richter tinha sobre toda uma geração de músicos: "Richter não era simplesmente uma grande escola, mas um tipo de pessoa que emanava uma energia que nos fazia sentir absolutamente diferentes".
Richter educou uma geração de ouvintes com as suas interpretações e sua escolha de repertório. Ele era um artista único e imprescindível, que desafiava sua plateia e atraia um enorme público fiel. De fato, sua reputação continua crescendo.